# 加藤豪将
加藤 豪将（かとう ごうすけ、英語名：Gosuke John Katoh、1994年10月8日 - ）は、アメリカ合衆国カリフォルニア州サンタクララ郡マウンテンビュー出身の元プロ野球選手（内野手、外野手）。右投左打。
日本国籍を持つ選手でMLBドラフト指名による入団を経てメジャーデビューした史上初の選手、および日本国籍でNPBを経ずにメジャーデビューした史上初の野手。

## 経歴

### プロ入り前
カリフォルニア州サンタクララ郡マウンテンビュー生まれ。両親はともに日本人で、アメリカと日本の二重国籍を持っていた（#人物欄も参照）。3歳のときに神奈川県へと移り住むが、両親の仕事の関係で5歳で再渡米しサンディエゴに移住、6歳からリトルリーグで野球を始めた。家族でシアトル・マリナーズ戦を観戦しイチローを見て感動。元々右打ちだったがイチローをまねて左打ちを取り入れ両打ちになり、その後左打ち一本となった。
カリフォルニア州サンディエゴのランチョ・バーナード高等学校に進学し、在学中は二塁手としてプレー。打率.411、25本塁打、114打点を記録し、ルイビルスラッガー社が選ぶ全米ファーストチーム、ローリングス社が選ぶ全米セカンドチーム、ゴールデングラブ賞を受賞。2010年にロサンゼルスで開催された日米親善高校野球大会では、甲子園で春夏連覇した興南高等学校の島袋洋奨から安打を打った。

### プロ入りとヤンキース傘下時代
高校卒業後はカリフォルニア大学ロサンゼルス校への推薦入学が内定していたが、2013年6月6日に行われたメジャーリーグのドラフト会議で、ニューヨーク・ヤンキースからアーロン・ジャッジに次ぐ2巡目（全体66番目）で指名された。日本国籍を持つ選手がMLBドラフトの全体100番目以内で指名されるのは史上初。同19日に契約金84万5700ドルでマイナーリーグ契約した。
契約後はルーキー級ガルフ・コーストリーグ・ヤンキースに合流。6月21日、開幕戦のパイレーツ戦で本塁打を放った。50試合の出場で打率.310、6本塁打、25打点、OPS.924、4盗塁を記録。ガルフコーストリーグのベストナイン（二塁手）に選出された。また、ベースボール・アメリカ誌選出のチーム有望株第10位に選ばれた。12月2日にはMiLBとTopps社が選ぶ「Topps Short-Season/Rookie All-Star」に選出された。
2014年3月31日にA級チャールストン・リバードッグスへ昇格した。前半戦は57試合の出場で打率.190、2本塁打、OPS.618、12盗塁と低迷したが、後半戦は64試合の出場で打率.251、1本塁打、OPS.719、8盗塁と打撃成績を上昇させてシーズンを終える。
2015年、A級チャールストンで開幕を迎えたが39試合の出場で打率.161、1本塁打、9打点、OPS.466、8盗塁の成績で5月25日にフロリダ州タンパで行われている延長キャンプに送られた。その後、6月下旬にルーキーアドバンスド級プラスキ・ヤンキースへ合流。ここでは59試合の出場で打率.287、5本塁打、22打点、OPS.842、9盗塁の成績でアパラチアンリーグのベストナインに選ばれた。
2016年は、ルーキーアドバンスド級プラスキで開幕を迎えたが、5月23日にA級チャールストンに昇格した。加藤は前年までは二塁手専門だったが、当シーズンからはユーティリティープレイヤーとして他のポジションも守るようになる。
2017年は、A級チャールストンで開幕を迎え、4月2日にタンパの延長キャンプに送られ5月2日にA+級タンパ・ヤンキースに昇格した。
2018年は、キャリアで初めて招待選手としてメジャーのスプリングトレーニングに参加（オープン戦は出場なし）。開幕はAA級トレントンで迎え、シーズン終了までプレーした。
2019年は、前年同様に招待選手としてスプリングトレーニングに参加、オープン戦にも初出場した。開幕は初めてAAA級スクラントンで迎え、5月3日に自己最高の第7号本塁打を放つなど好調だったが、5月中旬ごろから調子を落とす。開幕当初ヤンキースに怪我人が続出していたこともあり、AAA級の主力組が続々とメジャー昇格を決めたが、その選手たちも怪我人復帰に伴ってマイナー降格。AAAのロースターが飽和状態となり、それに押し出される形で加藤もAAで過ごす期間も増えていき、以降はAA級トレントンとの昇降格を繰り返した。しかし夏場に再び調子を上げ、AAA級で83試合に出場し、打率.279、11本塁打、39打点、OPS.825の好成績を残した。AAA級のポストシーズン第1戦では、レイズ傘下ダーラム・ブルズとの第1試合で本塁打を含む2長打を放つ活躍をみせた。マイナー契約期間が6年に達したため、11月7日にマイナーリーグFAとなった。

### マーリンズ傘下時代
2019年12月8日、マイアミ・マーリンズとマイナー契約を結び、2020年のスプリングトレーニングに招待選手として参加することになった。
2020年はCOVID-19の影響によりMLB開幕が7月に延期となったが、開幕前のサマーキャンプメンバー（プレーヤー・プール、60人枠）に選ばれず、加えてマイナーリーグが開催中止となったため、2020年公式戦でのプレー機会を事実上失った。しかし、MLB開幕後にマーリンズ球団内でCOVID-19集団感染が発生し、選手もミゲル・ロハスら13人が同時に負傷者リスト入りした上、今シーズン出場辞退を表明する選手（イーサン・ディアス）も出る異常事態となり、ロースターの大幅入れ替えを余儀なくされた結果、加藤も8月4日にキャンプメンバー（60人枠）に追加召集された。結局メジャー昇格はならず、11月2日にマイナーリーグFAとなった。

### パドレス傘下時代
2020年11月16日に地元のサンディエゴ・パドレスとマイナー契約を結んだ。
2021年は、開幕から1年を通してAAA級エルパソでプレー。主に二塁・一塁・左翼を守り、打撃ではシーズン終盤に調子を上げ、114試合で打率.306、8本塁打、42打点、チームトップのOPS.862と好成績を挙げた。オフの11月7日にマイナーリーグFAとなった。

### ブルージェイズ時代
2021年12月16日にトロント・ブルージェイズとマイナー契約を結び、AA級ニューハンプシャーに配属された。
2022年は、招待選手としてスプリングトレーニングに参加。4月7日にプロ入り10年目にして初の開幕ロースター入り（メジャー昇格）を果たした。日本国籍を有する選手が、MLBドラフト指名による入団を経てメジャー昇格したのはMLB史上初となった。4月9日、対レンジャーズ戦（ロジャーズ・センター）の8回裏に、アレハンドロ・カークの代走でメジャー初出場。NPBを経ずにメジャーデビューした選手は、マック鈴木、多田野数人、田澤純一に続いて日本人史上4人目で、野手では日本人初。しかし、チームが同8日にトレードで獲得したブラッドリー・ジマーを28人枠に登録する影響で、同10日にAAA級バッファローに降格した。同14日、テオスカー・ヘルナンデスの負傷者リスト入りに伴い、再びメジャー昇格。同21日のレッドソックス戦（フェンウェイ・パーク）で、8番二塁手としてメジャー初先発出場、3回表のメジャー初打席では四球を選び、その後先制のホームを踏むなど、1打数無安打1得点であった。さらに、同27日のレッドソックス戦（ロジャーズ・センター）では、4回裏にマイケル・ワカからメジャー初安打となる二塁打を放った。しかし、5月1日に再びAAA級バッファローに降格となり、同4日にDFAとなった。

### メッツ傘下時代
2022年5月7日、ウェイバー公示を経てニューヨーク・メッツへ移籍し、同日中にAAA級シラキュースに加わった。同月17日にメジャー昇格を果たした。背番号は松井稼頭央がメッツ時代に着用していた25。同月21日、出場機会が無いまま再びAAA級シラキュースに降格。6月17日にDFAとなった。20日にマイナー契約でメッツに残留し、AAA級シラキュースでプレーを続けることになった。

### 日本ハム時代
2022年10月20日に行われたプロ野球ドラフト会議にて北海道日本ハムファイターズから3位指名を受けた。10月25日には、所属していたシラキュースからリリースされ、11月4日には日本ハムと契約金・年俸合わせて推定1億円で契約を締結し、同日中に入団会見を行われた。背番号は3。MLB経験者がNPBの球団にドラフト指名で入団するのは多田野数人以来で、野手としては史上初である。また新人では異例となる、ドラフト会議指名年の秋季キャンプ参加も発表された。
2023年の春季キャンプ直前の1月30日、自主トレーニング中のノックで右手人差し指を負傷し、翌日に右示指末節骨骨折と診断された。2月1日からの春季キャンプには一軍メンバーに同行。当初の見込みより回復が早く、4日にはフリー打撃の練習を再開した。その後はオープン戦にも参加していたが打撃の結果が出ず、さらに3月13日に病院で精密検査を受け翌日、右腹斜筋肉離れで離脱した。復帰まで約8週間かかる見込みとなり、開幕は出遅れることとなった。5月9日のイースタン・リーグ公式戦で実戦復帰を果たすと、6試合で打率.211を記録し、同月25日に出場選手登録された。同日の福岡ソフトバンクホークス戦に「6番・二塁手」で一軍初先発初出場を果たすと、2回裏の第1打席でジョー・ガンケルからNPB初安打を放ち、さらに5月31日の東京ヤクルトスワローズ戦では市川悠太からNPB初本塁打を放った。この年は62試合出場で打率.210、6本塁打、16打点の成績を残した。大晦日に一般女性との結婚を発表した。
2024年は28試合の出場に留まり、打率.172、0本塁打、1打点という成績であった。11月3日に球団を通じて現役引退が発表され、同5日付けで任意引退選手として公示された。

### 引退後
2024年11月10日にブルージェイズのフロントに入り、ブルージェイズの野球運営部門補佐に就任した。

## 選手としての特徴
細身ながらパンチ力を秘めるシュアな打撃と俊足、二塁を中心とした内野の全ポジションに加え、外野もこなすユーティリティー性が武器。
当初は低くしゃがみ、本塁に被さるように構える独特な打撃フォームが特徴だったが、2021年頃からは体幹を意識し、骨盤と上体をよりスムーズに連動させたフォームに改造。バットを左肩に乗せ、最後は右手だけの片手フォローが特徴となっている。
内野守備時の俊敏で柔らかいグラブ捌きは、「猫のような動き」と称されている。

## 人物
加藤は生まれ自体はアメリカだが、5歳で再渡米した時点では英会話ができず、野球を始めるようになってから英語やスペイン語を上達させていった。日本語は20％、英語は80％話すことができると日本ハムの入団会見時に話していた。ワールド・ベースボール・クラシック（WBC）の代表に選ばれる機会があれば日本代表で出場したいと述べている。
打席に入る直前に決まって「I am invincible（俺は無敵だ）」と自らに言い聞かせるという。
2014年1月に吉本興業とマネジメント契約を結んだ。
日本と米国の二重国籍という報道がされているが、日本国政府は21歳以降に二重国籍を維持することを認めていないため注意が必要である。実際のところ加藤が二重国籍であるか、またそうならどのように実現されているかはは公にされていない（推察を試みる記事はいくつか存在する）。なお、加藤は22歳で日本のプロ野球からドラフト指名されたが、日本プロ野球では、日本の中学校・高等学校・大学に在学した経験を持つか又は日本国籍を有する場合にドラフト指名の対象者としている（新人選手選択会議規約1条・2条
）。
アメリカではファーストネームの「ゴウスケ」と呼ばれることが多いが、日本ではミドルネームの「ジョン」や英語で先生を意味する「ティーチャー（Teacher）」、日本ハム時代の監督・新庄剛志が考案した「KG」などと呼ばれている。
かつてサンディエゴ・パドレスに在籍した大塚晶文とはサンディエゴで同じ治療院に通った間柄で、両親共に面識がある。
尊敬するイチローとは神戸で練習や食事を共にしたことがある。なお、イチローが引退した際には「The Players' Tribune」上で感謝の思いを綴った。
登場曲に使用しているMr.Childrenの「Tomorrow never knows」に強い思い入れを持っている。これは野球を始めた少年時代、移り住んだばかりのアメリカで生活に馴染めず“外国人”として野球をすることに苦痛を感じていたが、この曲を聴くと前向きになり勇気づけられたため。加藤は「あの時に野球をやめなかったから今の自分がある。とても大事な曲です」と語っている。
元プロボクサーの内藤大助と顔が似てると言われており、加藤も一戦必勝のボクサーのメンタルを研究していることから内藤本人との対談願望を持っている。

## 詳細情報

### 年度別打撃成績
| 年 度    | 球 団    | 試 合 | 打 席 | 打 数 | 得 点 | 安 打 | 二 塁 打 | 三 塁 打 | 本 塁 打 | 塁 打 | 打 点 | 盗 塁 | 盗 塁 死 | 犠 打 | 犠 飛 | 四 球 | 敬 遠 | 死 球 | 三 振 | 併 殺 打 | 打 率 | 出 塁 率 | 長 打 率 | O P S |
| -------- | -------- | ----- | ----- | ----- | ----- | ----- | -------- | -------- | -------- | ----- | ----- | ----- | -------- | ----- | ----- | ----- | ----- | ----- | ----- | -------- | ----- | -------- | -------- | ----- |
| 2022     | TOR      | 8     | 11    | 7     | 2     | 1     | 1        | 0        | 0        | 2     | 0     | 0     | 0        | 1     | 0     | 3     | 0     | 0     | 1     | 0        | .143  | .400     | .286     | .686  |
| 2023     | 日本ハム | 62    | 222   | 200   | 18    | 42    | 6        | 0        | 6        | 66    | 16    | 3     | 1        | 0     | 1     | 18    | 1     | 3     | 35    | 1        | .210  | .284     | .330     | .614  |
| 2024     | 日本ハム | 28    | 63    | 58    | 1     | 10    | 1        | 0        | 0        | 11    | 1     | 0     | 0        | 0     | 0     | 5     | 0     | 0     | 11    | 1        | .172  | .238     | .190     | .428  |
| MLB：1年 | MLB：1年 | 8     | 11    | 7     | 2     | 1     | 1        | 0        | 0        | 2     | 0     | 0     | 0        | 1     | 0     | 3     | 0     | 0     | 1     | 0        | .143  | .400     | .286     | .686  |
| NPB：2年 | NPB：2年 | 90    | 285   | 258   | 19    | 52    | 7        | 0        | 6        | 77    | 17    | 3     | 1        | 0     | 1     | 23    | 1     | 3     | 46    | 2        | .202  | .274     | .298     | .572  |

- 2024年度シーズン終了時

### 年度別守備成績
| 年 度 | 球 団    | 一塁  | 一塁  | 一塁  | 一塁  | 一塁  | 一塁     | 二塁  | 二塁  | 二塁  | 二塁  | 二塁  | 二塁     | 三塁  | 三塁  | 三塁  | 三塁  | 三塁  | 三塁     |
| 年 度 | 球 団    | 試 合 | 刺 殺 | 補 殺 | 失 策 | 併 殺 | 守 備 率 | 試 合 | 刺 殺 | 補 殺 | 失 策 | 併 殺 | 守 備 率 | 試 合 | 刺 殺 | 補 殺 | 失 策 | 併 殺 | 守 備 率 |
| ----- | -------- | ----- | ----- | ----- | ----- | ----- | -------- | ----- | ----- | ----- | ----- | ----- | -------- | ----- | ----- | ----- | ----- | ----- | -------- |
| 2022  | TOR      | 3     | 17    | 0     | 0     | 1     | 1.000    | 2     | 1     | 3     | 0     | 1     | 1.000    | -     | -     | -     | -     | -     | -        |
| 2023  | 日本ハム | 26    | 174   | 10    | 0     | 7     | 1.000    | 33    | 48    | 78    | 2     | 20    | .984     | 1     | 0     | 0     | 0     | 0     | ----     |
| 2024  | 日本ハム | 6     | 44    | 3     | 0     | 5     | 1.000    | 3     | 5     | 8     | 0     | 3     | 1.000    | 1     | 0     | 0     | 0     | 0     | ----     |
| MLB   | MLB      | 3     | 17    | 0     | 0     | 1     | 1.000    | 2     | 1     | 3     | 0     | 1     | 1.000    | -     | -     | -     | -     | -     | -        |
| NPB   | NPB      | 32    | 218   | 13    | 0     | 12    | 1.000    | 36    | 53    | 86    | 2     | 23    | .986     | 2     | 0     | 0     | 0     | 0     | ----     |

- 2024年度シーズン終了時

### 記録

#### MLB
初記録
- 初出場：2022年4月9日、対テキサス・レンジャーズ2回戦（ロジャーズ・センター）、8回裏にアレハンドロ・カークの代走で出場[30]
- 初先発出場：2022年4月21日、対ボストン・レッドソックス3回戦（フェンウェイ・パーク）、8番・二塁手で先発出場[33]
- 初打席：同上、3回表にタナー・ホウクから四球[33]
- 初安打：2022年4月27日、対ボストン・レッドソックス6回戦（ロジャーズ・センター）、4回裏にマイケル・ワカから中二塁打[69]

#### NPB
初記録
- 初出場・初先発出場：2023年5月25日、対福岡ソフトバンクホークス11回戦（エスコンフィールドHOKKAIDO）、6番・二塁手で先発出場[46]
- 初打席・初安打：同上、2回裏にジョー・ガンケルから中前安打[46]
- 初打点：2023年5月26日、対東北楽天ゴールデンイーグルス10回戦（楽天モバイルパーク宮城）、1回表に藤平尚真から中前適時打[70]
- 初盗塁：同上、1回表に二盗（投手：藤平尚真、捕手：太田光）※三塁走者・野村佑希と重盗[70]
- 初本塁打：2023年5月31日、対東京ヤクルトスワローズ2回戦（エスコンフィールドHOKKAIDO）、3回裏に市川悠太から右越ソロ[47]

その他の記録
- 新人選手によるデビューから10試合連続安打：2023年5月25日 - 6月7日 ※伊藤利夫と並び2リーグ制以降のプロ野球タイ記録[71][72]

### 背番号
- 29（2022年 - 同年5月4日）
- 3（2023年 - 2024年）